# Aermotor Windmill Company
Aermotor Windmill Company est une entreprise industrielle américaine dont le siège se trouve à San Angelo, au Texas. En activité depuis 1888, elle fabrique principalement des pompes à vent. Elle produisait également pendant la première moitié du XXe siècle des tours de guet préfabriquées en acier que l'on rencontre encore en nombre à travers son pays d'origine et qui sont pour certaines inscrites au Registre national des lieux historiques.